# Isabel de Conches
Isabel de Conches ou Isabelle de Montfort (fl. 1070-1100) est l'épouse de Raoul II de Tosny. Elle chevauche armée en  chevalier pendant un conflit au nord de la France à la fin du XIe siècle.
Orderic Vital décrit Isabel de Conches, fille de Simon de Montfort, comme tout aussi brave que « plusieurs Amazones et la légendaire Camille, qui s'est battue en tant qu'alliée du roi italien Turnus dans l'Énéide ». C'est une dispute entre Isabel de Conches et Helvide, l'épouse de Guillaume d'Évreux, qui avait entraîné les époux dans un conflit, en 1090.
Toujours selon Orderic Vital, elle prend sa retraite dans un couvent.